# 이봉상 (1916년)
이봉상(李鳳商, 1916년 7월 27일 ~ 1970년 8월 4일)은 대한민국의 서양화가이다. 아호는 석정(石鼎)이다. 1950년~60년대 한국 화단의 [보스]적 인물이다.(중앙일보. 1970년) 

## 생애
서양화가 이봉상은 1960년대 한국 화단에서 "보스적" 인물이었다. 보스가 아니라 보스적 인물인 이유는 화단에 영향을 미치되 합리적이고 성실하게 봉사하였기 때문이다.
그는 조선 4대 명필인 이광사를 비롯한 육진팔광의 후손이며, 조부는 양명학 강화학파의 이건방 선생으로서 구한말 지식인들의 정신적 지주였다. 이봉상은 경성부 중구 운니동에서 태어나 서울대학교 사범대학의 전신인 경성사범학교를 졸업했다. 독학으로 미술을 공부하여 만 13세인 1929년에 조선미술전람회에 유화 작품이 입선하면서 등단했다. 이후 조선미술전람회와 일본 신문부성미술전람회에서 총 13회의 입선과 특선을 하였다.
한국 전쟁 중에는 이중섭 등과 함께 피난지인 부산에서 "상당히 성격이 있는" 기조전(其潮展, 1952년)을 열었고, 이후 홍익대학교 미술대학 교수와 학과장을 지냈다. 서양화 구상 계열에서 대한민국 화단에 많은 영향을 미쳤으며, 미술평론가로도 활발히 활동했다. 젊은 화가들을 위해 학교 밖에 설립한 이봉상회화연구소에서는 이만익, 윤명로, 김종학, 김봉태, 박서보, 김창열 등 많은 화가와 교수가 배출되기도 했다. 전쟁 직후에는 미군 텐트를 이용한 "이봉상 캔버스"를 만들어 보급하는 등 오로지 순수 미술 진흥에만 매진하였다.
이봉상은 비교적 짧은 생애 동안 활동하면서 화풍을 여러 번 바꾼 특이한 화가이다.  일반적으로 화가가 화풍을 크게 바꾸는 일은 매우 드물다. 이봉상은 초기에는 사실주의에 입각한 인상파적 작품을 남겼고, 1950년대 이후에는 야수파를 연상시키는 대담한 붓질과 색채로 표현주의적인 성향을 보였다. 1960년대 초에는 반추상을 강조하는 신상회를 설립하여 활동하였고, 1965년부터는 미분화 세계론에 입각하여 한국의 풍경을 부감법(drone view)로 독특하게 그렸다. 특히 한국 전통화에 사용되는 부감법 및 산점투시, 오방색 등을 서양화에 다양하게 응용/접목하여 한국의 풍경을 "사실 같은 가상 세계"로 그렸다.(이성주 외, 2025)
인상파 화가를 햇빛을 그리는 외광파라고 하는데, 이봉상은 그들과 달리 달빛을 상상해서 그리는 내광파의 영역을 개척하였다. 그리고 흰색으로 두터운 바탕을 먼저 만든 뒤 그 위에 이미지를 구성하는 기법도 선보였는데, 이는 박수근이 시도한 기법과 유사하다. 이봉상 작품의 가장 큰 특징은 어떤 그림을 보아도 기품이 있다는 점이다. 그는 만 40년 간 화가로 활동하였는데, 전반기 20년의 작품은 6.25때 대부분 망실되었고, 후반기 20년 간의 작품 약 150점과 미술 평필 170편을 남겼다. 그의 대표작은 "푸른 여인," "양광," "산," "미분화시대," "원형질", "찬가" 등 향토색이 강하다. 그의 전작은 2025년에 화집 <이봉상의 선물>로 출간되었다. <이봉상의 평론과 미술운동>은 2026년에 출간 예정이다. 
이봉상은 미술교육에도 열성이어서, 문교부 장학관, 전국어린이미술대회 주관, 그리고 연간 30만 부 이상 팔리는 "중등 미술"을 저술하였다. 당시 중학교는 5년제로서 현재의 중학교와 고등학교를 합한 교육 과정이었으며, 그의 중학미술은 당시 미술 교과서의 약 70%를 점유하였다. 그는 이 교과서에서 벌어 들인 수입으로 창작미협, 신상회, 구상회 등을 창설하여 순수 미술 운동을 전개하였다. 일부 카르텔이 지배한 국전을 타파하고, 순수하게 실력으로만 겨루는 민전(민간전람회)을 만들고자 하였다. 그러나 54세를 일기로 타계하여, 화단이 매우 안타까워 하였다.
박고석은 이봉상을 그림 그리는 것만 생각하는"미의 사도"라고 불렀으며, 오광수는 그의 작품에 대해 "기술적 승리의 선언"이라고 평하였다. 1970년 그가 서거하였을 당시 중앙일보는 "이봉상의 화단에 있어서의 위치는 「보스」적인 존재였다"고 보도하였다. [중앙일보 https://www.joongang.co.kr/article/1263768] 그는 가난한 화가, 돈 없는 학생, 억울한 화가, 그림만 아는 화가들의 이야기를 들어주고, 도와주고, 대변해주는 역할을 하였다.  화가 50%, 미술운동가 50%로서의 역할을 가장 이상적이라고 했던 그는 우리나라 미술 수준을 높이는데 전력하였지, 어떤 특정 파벌의 이익을 도모하지 않았다. 이런 그에게 "국전에서 대통령상을 주겠다"는 제안이 들어오자, 그는 그 해 국전에 아예 출품을 하지 않았다고 한다.
2004년에 "공인받지 않은 민간단체"이면서, "국가정통성을 부정하는 단체"인(뉴데일리. 2015.11.10) 민족문제연구소가 이봉상을 친일인명사전 수록예정자로 하였는데, 이것은 그가 태평양 전쟁 말기에 20 여명의 식솔을 두고 징집 되지 않기 위해 1943년에 단광회에 참여한 명단이 있다는 것을 빌미로 삼았다. 그러나 출품 제목만 있을 뿐 원화는 없어서, 그것이 단순 풍경화였는지, 일본 찬양 그림이었는지 불분명해서, 친일 판단의 근거는 미약하다.(경향신문. 2022년 4월 20일) 위계질서가 강한 단광회에서 당시 아현소학교 교사이자 20대 막내인 이봉상은 붓을 잡을 기회조차 없었을 것이다. 그래서 그가 창씨개명을 하지 않아도 아무도 문제 삼지 않았을 정도였다. 반도총후미술전에의 출품 요구에는 응하였으나 입선한 70인에 포함되지 않았다. "님의 부름을 받들고서"라는 시화전에도 참여한 적이 없다. 이상범이 이봉상으로 잘못 알려진 경우이다.   ‘결전미술전’에 진격, 짧은 휴식 등을 출품하였다고 하나,  이것 역시 이봉상의 작품인지 여부가 불분명하다. 친일인명사전의 편찬은 좌익 인물에 대해서는 상대적으로 관대한 반면, 우익 인물은 엄격한 잣대를 적용했다는 지적이 있다.(뉴데일리. 2015.11.10.) 해방 이후 조선미술동맹이란 단체가 있었는데, 좌익 성향이 강해지자 화가 이인성은 온건파 서양화가들과 조선미술문화협회를 창설하였다. 이봉상도 여기에 일조하였으나, 그의 일생은 정치와 무관하였고, 평생 순수 미술 운동과 교육에 전념하였다. 
그래서 한국학중앙연구소에서 발간한 한국민족문화대백과에서는 이봉상이 친일파로 지목된 데에는 논란의 여지가 있다고 한다. 그는 단광회 회원 중 끝까지 창씨 개명을 하지 않았다.(당시 학생의 증언)  그의 큰 아버지 이종하 변호사는 대한독립을 피력하기 위해 도쿄에서 열린 국제변호사회의에 참석한 기록이 있다. 그의 가족들은 매일 봉지 쌀로 연명하는 등 궁핍하게 살았는데, 친일파일 수가 없다는 것이 유족의 항변이다.(이성주 외, 2025) 친일 미술인 선정의 기준과 과정 자체가 정치적이어서, 정말 친일한 화가들은 많이 빠지고, 당시에 막내 급이어서 특별한 역할도 없었던 이봉상 같은 순수미술인들이 포함되기도 하는 등 했다. 15년이 지난 지금 이 문제를 다시 논의를 해야 한다는 주장도 있다.(신동아. 2024년 8월호) 
"이봉상, 이규상, 정규. 이 세 사람은 재평가가 꼭 필요한 분들이다. 자기 자신의 안위 만이 아니라 한국 화단의 발전을 위하여 자기를 희생하신 분들이다."
이봉상이 삼선교에 거주할 때는 인근 보문동에 살던 손응성, 창신동의 박수근, 그리고 당시 젊은 미술학도였던 박광진 등과 자주 어울렸다. 이완석, 손응성과는 서울미술연구회를 만들었고, 6.25 이후 누하동에 자리 잡은 후에는 천경자, 이중섭, 한묵, 박고석, 한봉덕과 이웃하여 교류하였고, 홍익대 교수 당시에는 이종무, 김기창, 김환기, 이상범, 김숙진 등과 어울렸다.
그리고 서울대의 김병기, 류경채 및 이화여대의 이유태, 인천의 정상화 등과도 폭넓게 교류하였다. 서라벌예술대학(현 중앙대)의 박항섭, 최영림과도 친밀하였으며, 김종휘, 문우식, 천병근 등의 화가들과도 미술단체를 만들어 함께 활동하였다. 6.25를 전후 하여서는 대구의 이인성, 손일봉, 이쾌대 등과도 교류가 깊었다.
제자로는 정문규, 박석호, 최명영(홍대교수), 오광수(평론가), 이태현, 최쌍중, 전준자(부산대), 정숙자(상지대) 등 다수이다. 그는 제자들을 많이 취직 시키기로 유명한 교수였다. 그가 창설한 신상회를 통해 등단한 대표적인 화가로는 신기옥, 하종현, 이두식 등이 있다.
동료 화가인 사고무친 이중섭의 장례를 치루어 주었고, 또 박수근 화백의 장례도 치뤄 주는 등 형편이 어려운 미술인들을 다정하게 포용하여서, 그의 집은 항상 미술인과 학생들로 붐볐다. 홍익대 동료인 조각가 김정숙은  동아일보 칼럼에서 이봉상을 "소탈하고 정 많기로 유명하다"고 묘사하였다.
문인들과의 교류도 활발하여서 소설가 박경리와는 작품을 주고 받았고, 반려견을 분양 받기도 하는 등 개인적으로 친밀하였다.  그의 소설책 <표류도> 초간본의 표지화도 그려주었다. 그런데 박경리 선생은 1992년 <토지> 완간 기념 TV인터뷰를 한 후, 뒷 배경으로 걸려 있던 이봉상의 그림을 도난 당하였다. 시인 조병화는 <인물소묘전-고독한 혼과 혼의 대화>에서 이봉상, 김환기의 소묘를 전시하기도 하였다.(2014년) 방송인 김세원의 부친인 작곡가 김순남과는 경성사범 기숙사에서 같은 방을 쓰는 친구였다.(나형주. 월간 중앙. 1991년 12월호) 그리고 박두진 시인 및 오화섭 영문학자와도 관계가 있었다.

## 인간 관계
이봉상의 인맥은 비슷한 또래의 화가가 가장 많고, 그 다음의  홍대 미대의 교수와 학생 제자들이 거의 대부분이다. 일부 문화예술인과의 교류도 두터웠고, 오랜 친구들로서는 경성사범 동기들이 많다. 이들은 대부분 이봉상을 인격적으로 매우 훌륭한 분으로 기억하고 있다.
이봉상이 삼선교에 거주할 때는 인근 보문동의 손응성, 창신동의 박수근, 그리고 당시 젊은 미술학도였던 박광진 등과 자주 어울렸다. 이완석, 손응성과는 서울미술연구회를 만들었고, 6.25 이후 누하동에 자리 잡은 후에는 천경자, 이중섭, 한묵, 박고석, 한봉덕과 이웃하여 교류하였고, 홍익대 교수 당시에는 이종무, 김기창, 김환기, 이상범, 천경자, 김숙진 등과 어울렸다.
그리고 서울대의 김병기, 류경채 및 이화여대의 이유태 등과도 폭넓게 교류하였다. 서라벌예술대학(현 중앙대)의 박항섭, 최영림과도 친밀하였으며, 김종휘, 문우식 등의 화가들과도 미술단체를 만들어 함께 활동하였다. 6.25를 전후 하여서는 대구의 이인성, 손일봉, 이쾌대 등과도 교류가 깊었다.
제자로는 정문규, 박석호, 최명영(홍대교수), 오광수(평론가), 이태현, 최쌍중, 전준자(부산대), 정숙자(상지대) 등 다수이다. 그는 제자들을 많이 취직 시키기로 유명한 교수였다. 그가 설립한 신상회를 통해 등단한 대표적인 화가로는 신기옥, 하종현, 이두식 등이 있다.
동료 화가인 사고무친 이중섭의 장례를 치루어 주었고, 또 박수근 화백의 장례도 치뤄 주는 등 형편이 어려운 미술인들을 다정하게 포용하여서, 그의 집은 항상 미술인과 학생들로 붐볐다. 홍익대 동료인 조각가 김정숙은  동아일보 칼럼에서 이봉상을 "소탈하고 정 많기로 유명하다"고 묘사하였다.
문인들과의 교류도 활발하여서 소설가 박경리와는 작품을 주고 받았고, 강아지를 분양 받기도 하는 등 개인적으로 친밀하였다.  그의 소설책 <표류도> 초간본의 표지화도 그려주었다. 그런데 박경리 선생은 1992년 <토지> 완간 기념 TV인터뷰를 한 후, 뒷 배경으로 걸려 있던 이봉상의 그림을 도난 당하였다. 시인 조병화는 <인물소묘전-고독한 혼과 혼의 대화>에서 이봉상, 김환기의 소묘를 전시하기도 하였다.(2014년) 방송인 김세원의 부친인 작곡가 김순남과는 경성사범 기숙사에서 같은 방을 쓰는 친구였다.(나형주. 월간 중앙. 1991년 12월호)

## 같이 보기
- 창작미협, 신상회, 구상회, 50년 미전, 대한미협

## 참고자료
- 오광수. 한국근대미술사상 노트. 1987.
- 이구열. 한국근대미술의 전개. 1982.
- 이성구 (2005년 10월 2일). “[이성구 기자의 Art Story] 이봉상 화백 `여인`”. 한국경제신문. 2007년 10월 29일에 확인함.
- 이성주 외 편저(2025년 5월 15일). [이봉상의 선물]. 도서출판 양광.
- 이영숙 외 편저(2025년 12월 31일). 이봉상의 선물-월광 편. 도서출판 양광.
- 하태경, 서울시교육청에 "반(反)대한민국 행태" 대국민 사과 촉구. 국민혈세로 친일인명사전? 통진당과 매우 흡사. 뉴데일리. 2015.11.10.

- 황정수. 경성의 화가들-근대를 거닐다. 푸른역사. 2022.

1. ↑  
이세기 (2001년 6월). “우리만의 어법, 한국적인 화풍 이룩한 화가 李滿益” (PDF). 《문화예술》. 2005년 4월 27일에 원본 문서 (PDF)에서 보존된 문서. 2007년 10월 31일에 확인함.
2. ↑  오광수 (2002년 4월 30일). 〈제5장 박수근 예술의 특성〉. 《박수근》. 서울: 시공사. ISBN 89-527-1049-5.
3. ↑  이영숙 외 (2025년 8월 5일). “blog.naver.com/xy333”. 도서출판 양광.
4. ↑  배득종 외. “이봉상의 월광”. 《blog.naver.com/xy333》.
5. ↑  배득종 외 (2025년 8월). “blog.naver.com/xy333”. 《blog.naver.com/xy333》 (도서출판 양광).
6. ↑  배득종 외 (2025년 8월). “blog.naver.com/xy333”. 《blog.naver.com/xy333》 (도서출판 양광).
7. 1 2  이성주, 외 (2025년 5월 15일). “이봉상의 선물”. 도서출판 양광.
8. ↑  “이봉상의 선물 : 네이버 블로그”. 2025년 8월 6일에 확인함.